# Alexander Nilsson (fotbollsspelare född 1990)
Alexander Nilsson, född 11 december 1990, är en svensk tidigare fotbollsspelare.

## Karriär
Nilssons moderklubb är IFK Vaxholm. Han startade sin seniorkarriär i Vallentuna BK, innan han 2011 lämnade för IK Frej. Under säsongen 2012 gjorde han sex mål på 21 ligamatcher för Frej. I februari 2013 skrev Nilsson på ett treårskontrakt med Assyriska FF.
I november 2015 värvades Nilsson av IK Sirius, där han skrev på ett tvåårskontrakt.
I december 2017 värvades Nilsson av IF Brommapojkarna, där han skrev på ett tvåårskontrakt med option på ytterligare ett år. Nilsson gjorde två mål den 7 april 2019 i en 4–0-vinst över Dalkurd FF. I mars 2020 förlängde han sitt kontrakt med ett år. Efter säsongen 2020 lämnade Nilsson klubben.